# Carlota de Albret

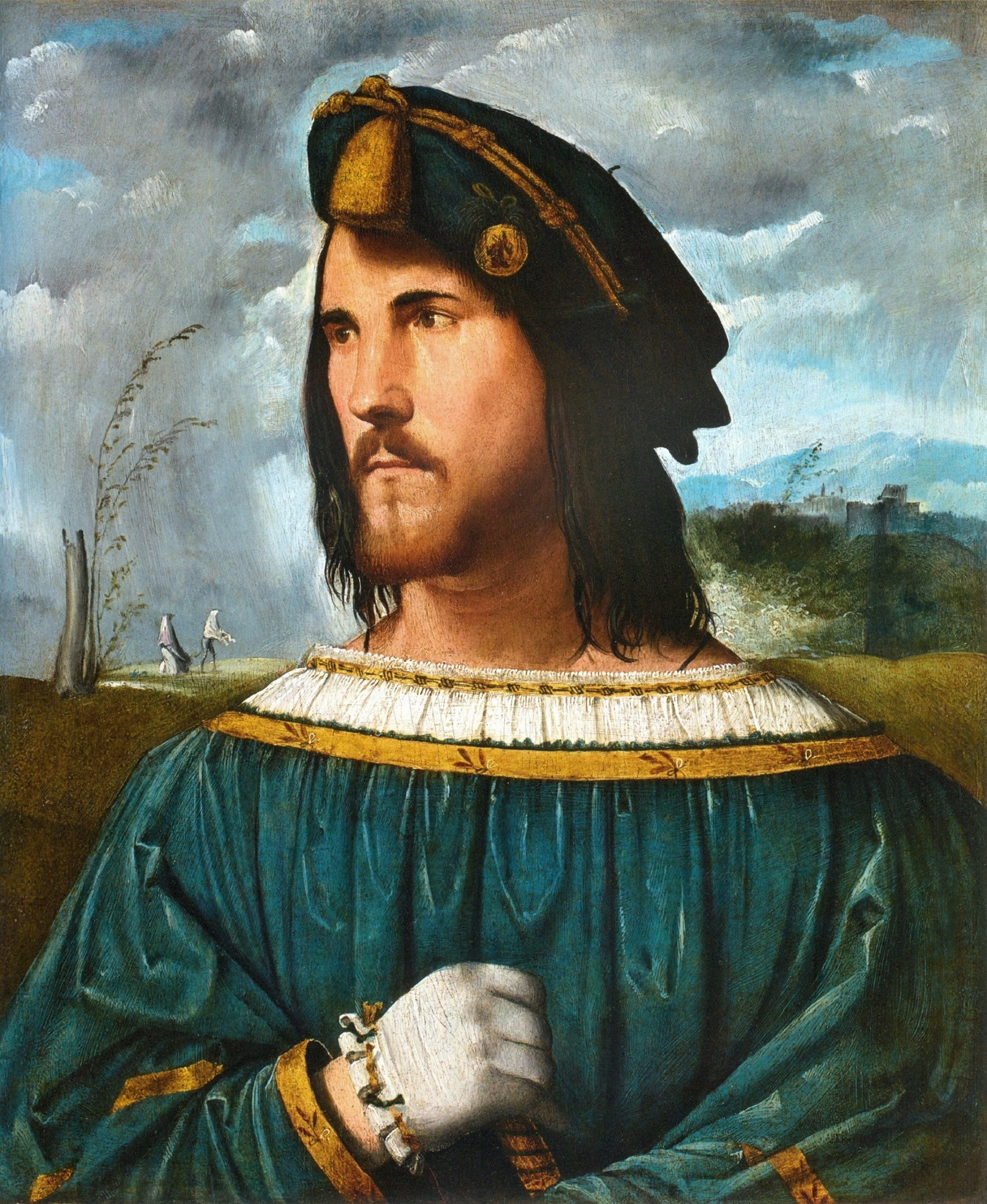
Retrato de César Borgia, esposo de Carlota.

Carlota de Albret, duquesa de Valentinois y suo jure dama de Châlus, también conocida como Carlota d'Albret (1480 - 11 de marzo de 1514), fue una acaudalada noble francesa de la familia Albret, hermana del rey Juan III de Navarra y esposa del famoso César Borgia, con quien se casó en 1499. Fue la madre de su única hija legítima, Luisa Borgia, de quien actuó como regente tras la muerte de César.

## Familia
Carlota nació en 1480, hija de Alano el Grande, señor de Albret, y Francisca de Châtillon-Limoges. Sus abuelos paternos fueron Juan I de Albret y Carlota de Rohan, y sus abuelos maternos fueron Guillermo de Blois, vizconde de Limoges, e Isabel de La Tour d'Auvergne, hija del conde Bertrand V de La Tour de Auvernia y Boulogne, y Jacquette du Peschin. Su tatara-tatara-abuelo paterno era Carlos I de Albret, condestable de Francia muerto al mando de las tropas francesas en la batalla de Agincourt de 1415. Tuvo seis hermanos, incluyendo a Juan de Albret, quien se convirtió en rey de Navarra al casarse con Catalina de Foix.

## Matrimonio con César Borgia
El 10 de mayo de 1499, a la edad de 19 años, se casó en Blois con César Borgia, el hijo ilegítimo del papa Alejandro VI y Vannozza Cattanei. Recientemente nombrado duque de Valentinois por el rey Luis XII de Francia. El matrimonio era de carácter político, organizado para fortalecer la alianza de César con Francia. Poco después de la boda, César acompañó al rey Luis en su invasión de Italia.
Carlota fue descrita como "bella y rica". En 1504, se hizo dueña de las propiedades de Feusines, Néret y La Motte-Feuilly.
César y Carlota tuvieron una única hija juntos (aunque César tuvo por lo menos once hijos ilegítimos con varias amantes):
- Luisa Borgia, suo jure dama de Châlus y duquesa de Valentinois (17 de mayo de 1500 - 1553), casada por primera vez el 7 de abril de 1517 con Luis II de la Trémoille, gobernador de Borgoña; se casó por segunda vez el 3 de febrero de 1530 con Felipe de Borbón, señor de Busset, con quien tuvo descendencia.

Tras escapar de su prisión en España, César murió en el asedio de Viana el 12 de marzo de 1507 al servicio del hermano de Carlota, el rey de Navarra, con el que había buscado refugio.

## Muerte
Casi siete años después de la muerte de su marido, Carlota falleció el 11 de marzo de 1514 en el castillo de La Motte-Feuilly. Fue enterrada en el convento de las Annonciades de Bourges.

## Descendencia actual de César y Carlota
En el siglo XXI existen muchos descendientes de César y Carlota, entre ellos el príncipe Sixto de Borbón.